# Cimbren

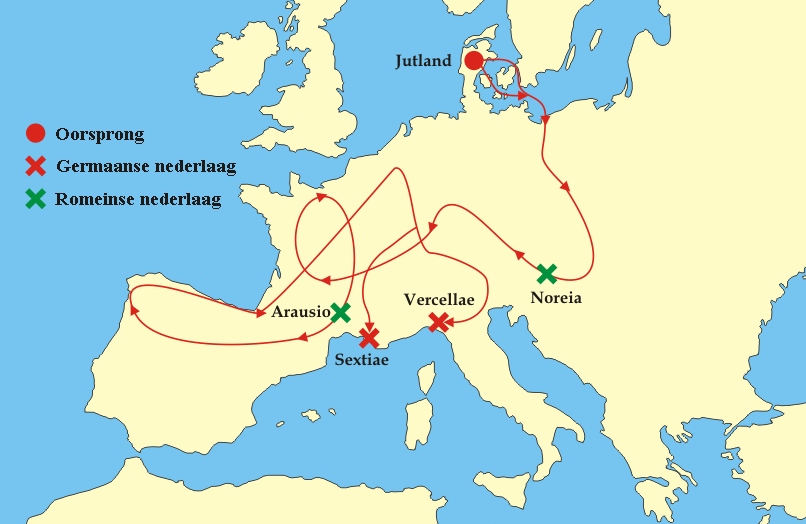
De tochten van de Cimbren en Teutonen

De Cimbren (ook: Kimbren) waren volgens overleveringen van Romeinse historici een Germaanse stam uit Jutland (Denemarken). Ergens in de tweede helft van de tweede eeuw voor Christus zou een groot aantal Cimbren vanuit hun thuisland naar het zuiden zijn getrokken, op zoek naar een nieuw leefgebied. Volgens de Romeinse historici was de reden hiervoor een grote overstroming. Moderne historici verklaren dit door een stijging van de zeespiegel waardoor er onvoldoende ruimte was voor de aanwezige bevolking.
In 113 v.Chr. maken de Romeinen voor het eerst melding van de Cimbren. Ze hadden Noricum bereikt, wat een Romeinse vazalstaat zou worden. De Romeinen zouden de Cimbren hebben laten weten dat er in Italië geen plaats was voor hen en boden gidsen aan die ze naar Zuid-Duitsland moesten begeleiden. Dit was echter een valstrik. De Romeinen vielen de Cimbren aan en dit leidde tot de Slag bij Noreia. De Romeinse opzet mislukte echter: de Cimbren wonnen de slag en het Romeinse leger zou volledig vernietigd zijn, als niet een ontzagwekkend onweer opgekomen was. De Cimbren beëindigden de strijd nu Donar zelf zich ermee ging bemoeien.
Ook twee andere stammen, de Teutonen en de Ambronen, vermoedelijk afkomstig uit het Waddengebied, reisden met de Cimbren mee. Ze bereikten Gallië en in 105 v.Chr. stonden ze opnieuw tegenover de Romeinse legers. In de Slag bij Arausio (Orange) leden de Romeinen wellicht hun grootste nederlaag in de geschiedenis. Van een leger van 80.000 legionnairs en 40.000 man hulptroepen overleefden er naar beweerd werd slechts 10.
Na deze overwinning was het Romeinse Rijk volledig ontredderd, maar de Cimbren en Teutonen trokken Italië niet binnen. In plaats daarvan trokken ze naar Spanje, maar toen ze ook daar werden tegengehouden, keerden ze terug naar Gallië en uiteindelijk Italië. De Cimbren en Teutonen trokken apart op en het waren de Teutonen en Ambronen die voor het eerst weer de Romeinen tegenkwamen, in de Slag bij Aquae Sextiae (Aix-en-Provence, 102 v.Chr.). Intussen waren de legerhervormingen van Gaius Marius doorgevoerd. De Romeinen versloegen eerst de Ambronen en wisten daarna de Teutonen uit te dagen tot een zinloze bestorming van hun op een superieure positie opgestelde troepen. Uiteindelijk was het de hete middagzon die de Teutonen fataal werd, en ze werden door de Romeinen afgeslacht.
De Cimbren trokken over de Alpen Italië binnen, maar ook zij werden door de Romeinse troepen afgeslacht, in de Slag bij Vercellae (101 v.Chr.). De overgebleven Teutonen en Cimbren werden gevangengenomen en overspoelden later de Romeinse slavenmarkten.
Aan de exodus van Cimbren en Teutonen door Europa was daarmee een einde gekomen. De in Jutland achtergebleven Cimbren werden later door Tiberius aangetroffen en overgehaald een gezantschap naar keizer Augustus in Rome te zenden.
Alemannen · Ambivarieten · Ambronen · Ampsivaren · Angelen · Angrivariërs · Asdingen · Baemi · Bajuwaren · Bastarnen · Bataven · Bourgondiërs · Bructeren · Cananefaten · Chamaven · Chasuarii · Chatten · Chattuarii · Chauken · Cherusken · Cimbren · Cugerni · Dulgubnii · Fosi · Franken · Frisii · Gepiden · Goten · Harii · Helisiërs · Hermunduren · Herulen · Juten · Lakringen · Lemoviërs · Longobarden · Lugiërs · Manimiërs · Marcomannen · Marobudui · Marsi · Mattiakken · Naharvalen · Nemeten · Nerviërs · Ostrogoten · Quaden · Rugiërs · Saksen · Semnonen · Silingen · Sitones · Skiren · Sueben · Sugambren · Suiones · Tencteren · Teutonen · Toxandriërs · Triboken · Tubanten · Tudri · Tungri · Ubiërs · Usipeten · Vandalen · Vangionen · Visigoten · Volcae · Warnen
Germani cisrhenani:
Caerosi · Condrusi · Eburonen · Paemani · Segni
Stamverenigingen:
Herminones · Ingvaeones · Istvaeones